# Весёлое (Северная Осетия)
Весёлое (осет. Дæллагхъæу) — село в Моздокском районе Республики Северная Осетия — Алания. 
Административный центр муниципального образования «Веселовское сельское поселение».

## География
Селение расположено к югу от канала «Бурунный», в северо-восточной части Моздокского района. Находится в 5 км к северо-востоку от районного центра Моздок и в 92 км к северу от города Владикавказ.
Граничит с землями населённых пунктов: Комарово и Осетинский на юго-востоке, и Ново-Георгиевское на юго-западе.
Населённый пункт расположен на восточной окраине наклонной Кабардинской равнине. Рельеф местности преимущественно равнинный, с курганными и бугристыми возвышенностями в некоторых местах. Средние высоты составляют около 137 метров над уровнем моря.
Гидрографическая сеть на территории села представлена скудно. За исключением родниковых и подземных источников, к северу от населённого пункта проходит канал «Бурунный», которым орошают сельскохозяйственные угодья села.
Климат влажный умеренный. Среднегодовая температура воздуха составляет +10,5°С. Температура воздуха в среднем колеблется от +23,5°С в июле, до −2,8°С в январе. Среднегодовое количество осадков составляет около 520 мм. Основное количество осадков выпадает в период с мая по июль. В конце лета часты суховеи, дующие из территории Прикаспийской низменности.

## История
Хутор Весёлый был основан осетинами-переселенцами в 1886 году. Первыми поселенцами были семьи Хубецовых, Балаевых, Дзидахановых, Гиоевых и Цуциев.
В годы Великой Отечественной войны 372 жителя села ушли на фронт. Само село было оккупировано в течение месяца в конце 1942 года.
В 1944 году вместе с городом Моздок и его окрестностями, село было передано в состав Северо-Осетинской АССР. В том же году оно было избрано центром новообразованного Веселовского сельского Совета.

## Население
| 2002 | 2010 | 2021 |
| ---- | ---- | ---- |
| 868  | ↘860 | ↗863 |

Национальный состав
По данным Всероссийской переписи населения 2021 года:
| Народ      | Численность, чел. | Доля от всего населения, % |
| ---------- | ----------------- | -------------------------- |
| осетины    | 710               | 82,75 %                    |
| русские    | 85                | 9,91 %                     |
| кабардинцы | 19                | 2,21 %                     |
| грузины    | 9                 | 1,05 %                     |
| другие     | 35                | 4,10 %                     |
| всего      | 858               | 100 %                      |

## Образование
- Средняя общеобразовательная школа — ул. Хугаева, 26.
- Дошкольное учреждение № 25 «Саби» — ул. Комсомольская, 30.

## Здравоохранение
- Фельдшерско-акушерский пункт — ул. Хугаева, 6.

## Улицы
| Калоева       |
| Комсомольская |
| Молодёжная    |

| Нико Хубецова |
| Осетинская    |

| Хазби Хугаева |
| Хетагурова    |

## Известные уроженцы
- Калоев Георгий Александрович (1916—1987) — полковник ВС СССР, Герой Советского Союза (1945).
- Калоев Фёдор Евдокимович (1940) — Заслуженный тренер России по вольной борьбе (1977), мастер спорта СССР.
- Медоева Светлана Борисовна (1946) — актриса, певица, артистка СОГАТ им. В. В. Тхапсаева, заслуженная артистка РФ (1999).
- Хугаев Хазби Шобикаевич (1923—1996) — агроном, Герой Социалистического Труда.